# Les Challengers
Pour plus de détails, voir Fiche technique et Distribution.
Les Challengers (Roller Boogie) est un drame musical américain réalisé par Mark L. Lester et sorti en 1979.
Tourné à Los Angeles dans le quartier de Venice en plein mode du patin à roulettes, il raconte l'histoire d'une fille de la classe supérieure (Linda Blair) qui tombe amoureuse d'un patineur sans le sou (Jim Bray (en)) et de leurs efforts communs pour contrecarrer un puissant gangster tentant d'acquérir le terrain où se trouve une piste de patins à roulettes (en) populaire.
Le film est développé par Irwin Yablans (en), directeur de la Compass International Pictures (en), qui avait connu un succès notable avec Halloween : La Nuit des masques l'année précédente. Le tournage a lieu durant l'été 1979 et les séquences de patinage ont été chorégraphiées par David Winters.
Distribué par United Artists, Les Challengers sort le 19 décembre 1979 et reçoit des critiques majoritairement négatives, étant vu comme un film superficiel surfant sur les modes du disco et du patin à roulettes, bien qu'il ait été un succès au box-office, rapportant plus de 13 millions $ pour un budget de 1,5 million $. Dans les années qui suivent sa sortie originale, le film est devenu culte pour son style campy et sa représentation de la culture du disco et du patin à roulettes.

## Synopsis
Une jeune fille (Linda Blair), issue d'un milieu très aisé, s'adonne aux patins à roulettes et se brouille avec ses parents qui préféraient voir leur fille se concentrer sur la musique lyrique et aller étudier à Juilliard. Patinant à Venice avec une amie, elle rencontre un patineur bohème (Jim Bray (en)) dont elle tombe amoureuse. Ils décident de s'inscrire à un concours de patins mais le roller disco où ils ont l'habitude de sortir est menacé de destruction par des gangsters qui intimident le patron pour le forcer à leur vendre.

## Fiche technique
- Titre original américain : Roller Boogie
- Titre français : Les Challengers ou L'Amour et la Joie sur roulettes[2]
- Réalisateur : Mark L. Lester
- Scénario : Irwin Yablans, Barry Schneider
- Photographie : Dean Cundey
- Montage : Byron « Buzz » Brandt, Edilberto Cruz, Edward Salier
- Musique : Craig Safan
- Production : Bruce Cohn Curtis
- Société de production : Compass International Pictures
- Pays de production :  États-Unis
- Langue originale : anglais américain
- Format : Couleurs par Metrocolor - 1,85:1 - Son Dolby - 35 mm
- Durée : 103 minutes
- Genre : drame musical
- Dates de sortie :
  - États-Unis : 19 décembre 1979
  - France : avril 1981[2]

## Distribution
- Linda Blair : Terry Barkley
- Jim Bray (en) : Bobby James
- Beverly Garland : Lillian Barkley
- Roger Perry : Roger Barkley
- Jimmy Van Patten : « Hoppy »
- Kimberly Beck : Lana
- Sean McClory : « Jammer » Delany
- Mark Goddard (en) : Thatcher